# الحصن (بني حشيش)

تعديل مصدري - تعديل

الحصن هي إحدى قرى عزلة الرونة بمديرية بني حشيش التابعة لمحافظة صنعاء، بلغ تعداد سكانها 952 نسمة حسب تعداد اليمن لعام 2004.